# Swobodnoje (Kaliningrad, Gurjewsk)
Swobodnoje (russisch Свободное, deutsch Groß Mischen) ist ein Ort in der russischen Oblast Kaliningrad. Er gehört zur kommunalen Selbstverwaltungseinheit Stadtkreis Gurjewsk im Rajon Gurjewsk.

## Geographische Lage
Swobodnoje am Nordwestufer des Osero Diwnoje (Dammteich) liegt 13 Kilometer nordwestlich der Stadt Kaliningrad (Königsberg) an der Kommunalstraße 27K-179 von Cholmogorowka (Fuchsberg) nach Kowrowo (Nautzau). Eine Bahnanbindung besteht nicht.

## Geschichte
Schon im Deutschordensstaat diente Dammteich der Wasserversorgung der drei Städte Königsberg. Die (1724 vereinigte) Stadt legte 1871/73 eine unterirdische 13 km lange Wasserleitung über Dammkrug zum Verteilungsreservoir in Hardershof an. Der Teich wurde 1932 für die Wasserversorgung höher aufgestaut.
Das bis 1950 Groß Mischen genannte ehemalige Gutsdorf wurde 1874 namensgebender Ort und Sitz des neu errichteten Amtsbezirks Groß Mischen. Er gehörte bis 1939 zum Landkreis Fischhausen, danach bis 1945 zum Landkreis Samland im Regierungsbezirk Königsberg der preußischen Provinz Ostpreußen. Die beiden Vorwerke Perkuiken und Klein Mischen waren eingegliedert.
Am 4. Juni 1907 wurde das zu Groß Mischen gehörende Gutsdorf Zielkeim (russisch: Petrowo) in einen eigenständigen Gutsbezirk umgewandelt. Die Einwohnerzahl Groß Mischens belief sich im Jahre 1910 auf 233.
Am 30. September 1928 schlossen sich die Gutsbezirke Groß Mischen, Waldhausen (russisch: Pereleski) und Zielkeim (Petrowo) zur neuen Landgemeinde Groß Mischen zusammen. Die Einwohnerzahlen dieser Gemeinde beliefen sich im Jahr 1933 auf 547 und im Jahr 1939 auf 695.
Gegen Ende des Zweiten Weltkriegs besetzte im Frühjahr 1945 die Rote Armee die Region. Bald darauf wurde Groß Mischen zusammen mit der nördlichen Hälfte Ostpreußen unter sowjetische Verwaltung gestellt. Der Ort erhielt im Jahr 1950 die russische Bezeichnung Swobodnoje und wurde gleichzeitig dem Dorfsowjet Matrossowski selski Sowet im Rajon Gurjewsk zugeordnet. Später gelangte der Ort in den Kutusowski selski Sowet. Von 2008 bis 2013 gehörte Swobodnoje zur Landgemeinde Kutusowskoje selskoje posselenije und seither zum Stadtkreis Gurjewsk.

### Amtsbezirk Groß Mischen (1874–1945)
Von 1874 bis 1945 war Groß Mischen Amtsdorf des nach ihm benannten Amtsbezirks, zu dem anfangs sieben kommunale Einheiten gehörten:
| Name                           | Russischer Name | Bemerkungen                          |
| ------------------------------ | --------------- | ------------------------------------ |
| Auschlacken                    | Alexejewka      | 1909 nach Elchdorf eingegliedert     |
| Brasnicken                     | Woloschino      | 1928 nach Rosignaiten eingegliedert  |
| Groß Mischen                   | Swobodnoje      |                                      |
| Parschwitz                     |                 | 1928 nach Elchdorf eingegliedert     |
| Pojerstieten ab 1906: Elchdorf | Kulikowo        |                                      |
| Rosignaiten                    | Otkossowo       |                                      |
| Waldhausen                     | Pereleski       | 1928 nach Groß Mischen eingegliedert |
| ab 1907: Zielkeim              | Petrowo         | 1928 nach Groß Mischen eingegliedert |

Am 1. Januar 1945 gehörten nur noch die drei Gemeinden Elchdorf, Groß Mischen und Rosignaiten zum Groß Mischener Amtsbezirk.

## Kirche
Die Bevölkerung Groß Mischens war vor 1945 überwiegend evangelischer Konfession und in das Kirchspiel der Pfarrkirche in Wargen (russisch: Kotelnikowo) eingepfarrt. Es gehörte zum Kirchenkreis Fischhausen (Primorsk) in der Kirchenprovinz Ostpreußen der Kirche der Altpreußischen Union. Letzter deutscher Geistlicher war Pfarrer Max Schmidt. Heute liegt Swobodnoje im Einzugsbereich der Auferstehungskirche in Kaliningrad (Königsberg) innerhalb der Propstei Kaliningrad der Evangelisch-lutherischen Kirche Europäisches Russland (ELKER).